# 55. Tony-gála
A 55. Tony-gála a 2000/2001-es szezon legjobb Broadway színházi alakításait értékelte. A díjátadót 2001. június 2-án tartották a New York-i Majestic Theatreben, a műsor házigazdái Matthew Broderick és Nathan Lane voltak. A ceremóniát a CBS és az első tíz kategóriáig a PBS televízióadó közvetítette élőben.

## Győztesek és jelöltek
A nyertesek félkövérrel jelölve.
| Legjobb színdarab | Legjobb musical |
| --- | --- |
| - Egy bizonyítás körvonalai – David Auburn - The Invention of Love – Tom Stoppard - King Hedley II – August Wilson - The Tale of the Allergist's Wife – Charles Busch | - Producerek - A Class Act - Alul semmi - Jane Eyre |
| Legjobb színdarab újra a színpadon | Legjobb musical újra a színpadon |
| - Száll a kakukk fészkére - Árulás - The Best Man - The Search for Signs of Intelligent Life in the Universe | - 42nd Street - Bells Are Ringing - Follies - Rocky Horror Show |
| Legjobb férfi főszereplő színdarabban | Legjobb női főszereplő színdarabban |
| - Richard Easton – The Invention of Love (A. E. Housman) - Seán Campion – Kövekkel a zsebében (Jake Quinn) - Conleth Hill – Kövekkel a zsebében (Charlie Conlon) - Brian Stokes Mitchell – King Hedley II (A király) - Gary Sinise – Száll a kakukk fészkére (Randle P. McMurphy) | - Mary-Louise Parker – Egy bizonyítás körvonalai (Catherine) - Juliette Binoche – Árulás (Emma) - Linda Lavin – The Tale of the Allergist's Wife (Marjorie Taub) - Jean Smart – The Man Who Came to Dinner (Lorraine Sheldon) - Leslie Uggams – King Hedley II (Ruby) |
| Legjobb férfi főszereplő musicalben | Legjobb női főszereplő musicalben |
| - Nathan Lane – Producerek (Max Bialystock) - Matthew Broderick – Producerek (Leo Bloom) - Kevin Chamberlin – Seussical (Horton, az elefánt) - Tom Hewitt – Rocky Horror Show (Frank N Furter) - Patrick Wilson – Alul semmi (Jerry Lukowski)                                     | - Christine Ebersole – 42nd Street (Dorothy Brock) - Blythe Danner – Follies (Phyllis Rogers Stone) - Randy Graff – A Class Act (Sophie) - Faith Prince – Bells Are Ringing (Ella Peterson) - Marla Schaffel – Jane Eyre (Jane Eyre)                                  |
| Legjobb férfi mellékszereplő színdarabban | Legjobb női mellékszereplő színdarabban |
| - Robert Sean Leonard – The Invention of Love (A. E. Housman) - Charles Brown – King Hedley II (Elmore) - Larry Bryggman – Egy bizonyítás körvonalai (Robert) - Michael Hayden – Ítélet Nürnbergben (Oscar Rolfe) - Ben Shenkman – Egy bizonyítás körvonalai (Hal)                | - Viola Davis – King Hedley II (Tonya) - Johanna Day – Egy bizonyítás körvonalai (Claire) - Penny Fuller – A különterem (Gabrielle Buonocelli) - Marthe Keller – Ítélet Nürnbergben (Mme. Bertholt) - Michele Lee – The Tale of the Allergist's Wife (Lee)            |
| Legjobb férfi mellékszereplő musicalben | Legjobb női mellékszereplő musicalben |
| - Gary Beach – Producerek (Roger DeBris) - Roger Bart – Producerek (Carmen Ghia) - John Ellison Conlee – Alul semmi (Dave Bukatinsky) - André DeShields – Alul semmi (Noah "Horse" T. Simmons) - Brad Oscar – Producerek (Franz Liebkind)                                         | - Cady Huffman – Producerek (Ulla) - Polly Bergen – Follies (Carlotta Campion) - Kathleen Freeman – Alul semmi (Jeanette Burmeister) - Kate Levering – 42nd Street (Peggy Sawyer) - Mary Testa – 42nd Street (Maggie Jones)                                           |
| Legjobb szövegkönyv musicalben | Legjobb eredeti zene |
| - Mel Brooks, Thomas Meehan – Producerek - Linda Kline, Lonny Price – A Class Act - Terrence McNally – Alul semmi - John Caird – Jane Eyre | - Producerek – Mel Brooks (zene és dalszöveg) - A Class Act – Edward Kleban (zene és dalszöveg) - Alul semmi – David Yazbek (zene és dalszöveg) - Jane Eyre – Paul Gordon (zene és dalszöveg)                                                                         |
| Legjobb díszlettervezés | Legjobb jelmeztervezés |
| - Robin Wagner – Producerek - Bob Crowley – The Invention of Love - Heidi Ettinger – Tom Sawyer kalandjai - Douglas W. Schmidt – 42nd Street | - William Ivey Long – Producerek - Theoni V. Aldredge – Follies - Roger Kirk – 42nd Street - David C. Woolard – Rocky Horror Show |
| Legjobb látványtervezés | Legjobb zenekar |
| - Peter Kaczorowski – Producerek - Jules Fisher, Peggy Eisenhauer – Jane Eyre - Paul Gallo – 42nd Street - Kenneth Posner – Tom Sawyer kalandjai | - Doug Besterman – Producerek - Larry Hochman – A Class Act - Jonathan Tunick – Follies - Harold Wheeler – Alul semmi |
| Legjobb színdarabrendező | Legjobb musicalrendező |
| - Daniel Sullivan – Egy bizonyítás körvonalai - Marion McClinton – King Hedley II - Ian McElhinney – Kövekkel a zsebében - Jack O'Brien – The Invention of Love | - Susan Stroman – Producerek - Christopher Ashley – Rocky Horror Show - Mark Bramble – 42nd Street - Jack O'Brien – Alul semmi |
| Legjobb koreográfia | |
| - Susan Stroman – Producerek - Jerry Mitchell – Alul semmi - Jim Moore, George Pinney, Jonathan Vanderkolff – Blast! - Randy Skinner – 42nd Street | |

### Különdíjak
- A legjobb körzeti színház: Victory Gardens Theater (Chicago, Illinois)
- Színházi életműdíj: Paul Gemignani
- Legjobb színházi esemény: Blast!
- Tiszteletbeli Tony-díj: Betty Corwin és New York Public Library film- és színházfelvétel archívuma, New Dramatists, Theatre World

## Előadott számok
- A Class Act ("Follow Your Star"/"Better"/"Self Portrait" — Nancy Anderson, Jeff Blumenkrantz, Donna Bullock, Randy Graff, David Hibbard, Lonny Price, Patrick Quinn, Sara Ramirez)
- Bells Are Ringing ("I'm Going Back" — Faith Prince)
- 42nd Street ("42nd Street" — David Elder, Kate Levering)
- Follies ("I'm Still Here" — Polly Bergen, Louis Zorich, Jessica Leigh Brown, Colleen Dunn, Amy Heggins, Wendy Waring)
- Alul semmi ("Let It Go" — John Ellison Conlee, Jason Danieley, André De Shields, Kathleen Freeman, Romain Fruge, Marcus Neville, Patrick Wilson, Thomas Fiss)
- Jane Eyre ("Sirens" — Marla Schaffel, James Barbour)
- Producerek ("Along Came Bialy" — Roger Bart, Gary Beach, Matthew Broderick, Cady Huffman, Nathan Lane, Brad Oscar)
- Rocky Horror Show ("Time Warp" — Dick Cavett, Lea Delaria, Jerrod Emick, Kristen Lee Kelly, Alice Ripley, Daphne Rubin-Vega, Tom Hewitt, Raul Esparza, Sebastian LaCause)[2]

## Műsorvezetők
A gálán az alábbi műsorvezetők működtek közre:
- Joan Allen
- Dick Cavett
- Kristin Chenoweth
- Glenn Close
- Dame Edna
- Edie Falco
- Kathleen Freeman
- Gina Gershon
- Heather Headley
- Cherry Jones
- Jane Krakowski
- Marc Kudisch
- Eric McCormack
- Audra McDonald
- Reba McEntire
- Donna McKechnie
- Brian Stokes Mitchell
- Gwyneth Paltrow
- Sarah Jessica Parker
- Bernadette Peters
- Natasha Richardson
- Doris Roberts
- Gary Sinise
- Lily Tomlin
- Henry Winkler
- "Broadway-babák" (Meredith Patterson, Bryn Bowling, Carol Bentley)

## Fordítás
- Ez a szócikk részben vagy egészben  a(z)   55th Tony Awards című angol Wikipédia-szócikk fordításán alapul.  Az eredeti cikk szerkesztőit annak laptörténete sorolja fel. Ez a jelzés csupán a megfogalmazás eredetét és a szerzői jogokat jelzi, nem szolgál a cikkben szereplő információk forrásmegjelöléseként.